# Taste (canção)
"Taste" é uma canção da cantora americana Sabrina Carpenter de seu sexto álbum de estúdio, Short n' Sweet (2024). Foi lançada pela Island Records em 23 de agosto de 2024, como o terceiro single do álbum. Carpenter a escreveu com as compositoras Julia Michaels e Amy Allen e seus produtores John Ryan e Ian Kirkpatrick, com Julian Bunetta também contribuindo para a produção. A letra de "Taste" aborda as complexidades dos problemas de casal. Dave Meyers dirigiu o videoclipe, que apresenta Jenna Ortega. Musicalmente, "Taste" foi classificada como uma canção de pop e slacker rock.
Assim como os dois singles anteriores de Carpenter, "Espresso" e "Please Please Please", "Taste foi um sucesso imediato, estreando no número dois da Billboard Hot 100, tornando-se seu terceiro single no top 10 nos Estados Unidos. No restante do mundo, a canção liderou as paradas na Austrália, Irlanda e Reino Unido, tornando-se o terceiro single número um consecutivo de Carpenter nesses três países.

## Antecedentes
Em janeiro de 2021, Sabrina Carpenter assinou um contrato com a Island Records. Ela anunciou que estava trabalhando em seu sexto álbum de estúdio em março de 2024, explorando novos gêneros e esperando que marcasse um novo capítulo em sua vida.
Como antecipação de sua apresentação no Coachella, Carpenter anunciou que em 11 de abril de 2024 lançaria um single chamado "Espresso". A canção foi um sucesso inesperado, tornando-se seu primeiro single número um na Billboard Global 200 e sua primeira música a entrar no top cinco da Billboard Hot 100.
Carpenter escreveu a canção "Taste" com as compositoras Julia Michaels e Amy Allen e seus produtores John Ryan e Ian Kirkpatrick, com Julian Bunetta também contribuindo para a produção. A canção foi lançada como single junto com o álbum.

## Composição
"Taste" tem duração de dois minutos e 37 segundos. Ryan e Bunetta tocam guitarra, baixo, bateria e percussão, enquanto Aaron Sterling toca bateria. A gravação ocorreu em Calabasas, Califórnia, nos estúdios Juicy Hill das Bahamas e no Playpen de Calabasas, Califórnia. Serban Ghenea fez a mixagem nos estúdios MixStar de Virginia Beach e Nathan Dantzler realizou a masterização com a ajuda de Harrison Tate.
"Taste" foi classificada como uma canção de pop e slacker rock.
A canção está composta na tonalidade de Mi maior, com um tempo de aproximadamente 111 batidas por minuto (BPM). A progressão de acordes segue a sequência de Mi♭, Dó, Lá♭ e Si♭, definindo sua estrutura harmônica.

## Recepção crítica
Lipshutz acreditava que "Taste", um popurrí de estilos pop delirantemente agradável, merecia ser escolhido como o terceiro single do álbum. Além disso, descreveu a canção como um "hino eletrizante" cujo desdobramento foi perfeitamente projetado para que Carpenter o interpretasse em uma turnê de shows. Zoladz, que a incluiu na lista de The New York Times das músicas mais destacadas da semana de seu lançamento, compartilhava uma opinião semelhante e acreditava que ela continuava a "sequência vitoriosa" estabelecida por seus singles anteriores. Tom Breihan, do Stereogum, opinou que "Taste" estava "prestes a ser outro sucesso".

## Recepção comercial
"Taste" estreou no número dois da parada americana Billboard Hot 100 de 7 de setembro de 2024. A canção foi acompanhada por "Please Please Please" no número três e "Espresso" no número quatro, tornando Carpenter a única artista, além dos The Beatles, a registrar seus três primeiros sucessos entre os cinco primeiros na região durante a mesma semana. No Canadá, "Taste" entrou no número quatro da parada Canadian Hot 100 publicada para a mesma data. A canção estreou como o terceiro número um de Carpenter na parada UK Singles Chart, com "Please Please Please" e "Espresso" nos números dois e três, respectivamente, durante a mesma semana. Isso a tornou a primeira mulher e a terceira artista a conseguir o número um em álbuns e singles simultaneamente, ocupando também as três primeiras posições na parada de singles. As três músicas mantiveram suas posições na semana seguinte, tornando Carpenter a única artista, além de Ed Sheeran, a ocupar os três primeiros lugares por duas semanas consecutivas.
Na Austrália, "Taste" estreou no número um, seguida de "Please Please Please" e "Espresso", enquanto Carpenter ocupava todo o top três. "Taste" estreou no número dois na Nova Zelândia. A canção alcançou o número dois na parada Billboard Global 200. Também alcançou os quinze primeiros lugares nas paradas nacionais da Irlanda, Noruega, Singapura, Malásia, África do Sul, Países Baixos, Suécia, Dinamarca e Letônia.

## Vídeo musical
Dave Meyers dirigiu o videoclipe, no qual aparecem Jenna Ortega e Rohan Campbell. Em um teaser que Carpenter publicou na Internet, ela pega uma faca de uma cama cheia de armas e entra em uma casa. Ela sobe as escadas e encontra Ortega no chuveiro com Campbell. Carpenter puxa a cortina do chuveiro e parece estar prestes a esfaquear Ortega, que está visivelmente aterrorizada. A tela se apaga, e Carpenter usa a faca como espelho para retocar seu batom enquanto canta: "Oh, deixei uma grande impressão".
O videoclipe é inspirado no filme de 1992, Death Becomes Her, estrelado por Meryl Streep e Goldie Hawn, que possui uma premissa semelhante. As sequências de assassinatos e as escolhas de figurino também fazem referências visuais explícitas a Psicose (1960), Addams Family Values (1993), Ginger Snaps (2000) e Kill Bill: Volume 1 (2003).

### Sinopse
O vídeo começa com Carpenter cantando uma canção de ninar, preparando-se para matar seu alvo adormecido. Em seguida, ela invade a casa de seu ex-namorado (Campbell), planejando atacar sua nova namorada (Ortega) com um facão. Ortega prepara um manequim na cama e arma uma emboscada para Carpenter, atirando nela de uma janela, o que a faz ser empalada em uma cerca. Isso desencadeia uma sangrenta batalha entre as duas, com desfibriladores de hospital sendo usados como armas, bonecos de vodu e Ortega cortando o braço de Carpenter depois que esta a surpreende no chuveiro com seu namorado. Perto do fim do vídeo, enquanto Ortega beija seu namorado, ela alucina estar beijando Carpenter. Horrorizada, Ortega golpeia com uma motosserra e acidentalmente mata o namorado, sem perceber o erro até que Carpenter corre para vê-lo se afogando na piscina. No funeral, as duas mulheres concordam que estão melhores como amigas do que como rivais. Ortega menciona o quanto a vítima era insegura, e Carpenter concorda com humor.

## Apresentações ao vivo
Carpenter apresentou um medley de "Taste", "Please Please Please" e "Espresso" no MTV Video Music Awards de 2024 em 11 de setembro. A apresentação começou com uma amostra da música de Britney Spears, "Oops!... I Did It Again" (2000). Suspensa sobre um enorme diamante no palco, Carpenter começou a cantar "Please Please Please" enquanto confetes prateados caíam ao seu redor. A coreografia provocativa incluiu um momento em que um alienígena levantava brincando uma perna sobre o ombro de um astronauta, antes de Carpenter assumir o centro do palco, afastar o astronauta e beijar o alienígena. Retirando a gola alta de seu traje prateado, Carpenter caminhou pela passarela enquanto cantava "Espresso", cercada por dançarinos de capacete que realizavam rotinas de temática espacial sob letreiros de neon e imagens de uma Lua antropomórfica gigante. A performance terminou com Carpenter reclinada sobre um grupo de dançarinos, em uma pose inspirada em Marilyn Monroe.

## Créditos e equipe
Os créditos são adaptados das notas do álbum Short n' Sweet.
Gravação e manutenção
- Gravado no The Perch (Calabasas, Califórnia), Juicy Hill Studios (Bahamas) e The Playpen (Calabasas, Califórnia)
- Misturado no MixStar Studios (Virginia Beach)
- Sabalicious Songs (BMI) administrado por Songs Of Universal, Inc., Music of Big Family/Don Wyan Music (BMI), administrado por Hipgnosis Songs Group, Good Deal Publishing (BMI), administrado por Songs of Universal, Inc., Kenny + Betty Tunes (ASCAP) gerenciada pela WC Music Corp., Buckley Tenenbaum Publishing (BMI) e Warner-Tamerlane Publishing Corp.

Equipe
- Sabrina Carpenter – vocal principal, composição
- Julia Michaels – composição
- Amy Allen – composição
- John Ryan – produção, gravação, composição, programação, guitarra, baixo, bateria, percussão
- Ian Kirkpatrick – produção, composição
- Julian Bunetta – produção, programação, guitarra, baixo, bateria, percussão
- Aaron Sterling – bateria
- Jeff Gunnell – gravação
- Serban Ghenea – mixagem
- Bryce Bordone – engenheiro de mixagem
- Nathan Dantzler – masterização
- Harrison Tate – assistente de masterização

## Posições nas tabelas musicais
| Tabela (2024)                                       | Melhor posição |
| --------------------------------------------------- | -------------- |
| Alemanha (Offizielle Deutsche Charts)               | 24             |
| Argentina (Argentina Hot 100)                       | 70             |
| Austrália (ARIA)                                    | 1              |
| Áustria (Ö3 Austria Top 75)                         | 14             |
| Bélgica (Ultratop 50 de Flandres)                   | 11             |
| Bélgica (Ultratop 50 da Valônia)                    | 21             |
| Bielorrússia (Belarus Airplay) (TopHit)             | 82             |
| Mundo (Billboard Global 200)                        | 2              |
| Brasil (Billboard Brasil Hot 100)                   | 31             |
| Canadá (Canadian Hot 100)                           | 4              |
| Canadá (Billboard CHR/Top 40)                       | 8              |
| Canadá (Billboard Hot AC)                           | 34             |
| Comunidade dos Estados Independentes (Tophit)       | 7              |
| Coreia do Sul (BGM) (Circle)                        | 195            |
| Coreia do Sul (Download) (Circle)                   | 133            |
| Croácia (Billboard)                                 | 20             |
| Croácia (Croatia International Airplay) (Top lista) | 22             |
| Dinamarca (Tracklisten)                             | 11             |
| Emirados Árabes Unidos (IFPI)                       | 7              |
| Eslováquia (Rádio Top 100)                          | 93             |
| Eslováquia (Singles Digitál Top 100)                | 17             |
| Espanha (PROMUSICAE)                                | 38             |
| Estados Unidos (Billboard Hot 100)                  | 2              |
| Estados Unidos (Billboard Adult Top 40)             | 16             |
| Estados Unidos (Billboard Mainstream Top 40)        | 7              |
| Estônia (Estonia Airplay) (TopHit)                  | 7              |
| Filipinas (Philippines Hot 100)                     | 7              |
| Finlândia (Suomen virallinen lista)                 | 21             |
| França (SNEP)                                       | 58             |
| França (France Airplay) (SNEP)                      | 19             |
| Grécia (Greece International) (IFPI)                | 7              |
| Hong Kong (Billboard)                               | 19             |
| Hungria (Single Top 40)                             | 34             |
| India (India International) (IMI)                   | 20             |
| Irlanda (IRMA)                                      | 1              |
| Islândia (Tónlistinn)                               | 5              |
| Israel (Media Forest)                               | 9              |
| Itália (FIMI)                                       | 87             |
| Japão (Japan Hot Overseas) (Billboard Japan)        | 2              |
| Cazaquistão (Kazakhstan Airplay) (TopHit)           | 17             |
| Letônia (LaIPA)                                     | 12             |
| Letônia (Latvia Airplay) (LaIPA)                    | 1              |
| Líbano (Lebanese Top 20)                            | 2              |
| Lituânia (AGATA)                                    | 22             |
| Lituânia (Lithuania Airplay) (TopHit)               | 2              |
| Luxemburgo (Billboard)                              | 15             |
| Malásia (Billboard)                                 | 5              |
| Malásia (Malaysia International) (RIM)              | 5              |
| MENA (IFPI)                                         | 14             |
| Nigéria (TurnTable Top 100)                         | 50             |
| Noruega (VG-lista)                                  | 2              |
| Nova Zelânda (Recorded Music NZ)                    | 2              |
| Países Baixos (Dutch Top 40)                        | 3              |
| Países Baixos (Single Top 100)                      | 6              |
| Polônia (Polish Airplay Top 100)                    | 31             |
| Polônia (Polish Streaming Top 100)                  | 23             |
| Portugal (AFP)                                      | 6              |
| Reino Unido (UK Singles Chart)                      | 1              |
| República Checa (Singles Digitál Top 100)           | 15             |
| Romênia (Romania Airplay) (TopHit)                  | 59             |
| Rússia (Russia Airplay) (TopHit)                    | 12             |
| Singapura (RIAS)                                    | 4              |
| África do Sul (TOSAC)                               | 8              |
| Suécia (Sverigetopplistan)                          | 9              |
| Suíça (Schweizer Hitparade)                         | 22             |
| Ucrânia (Ukraine Airplay) (TopHit)                  | 99             |

| Tabela (2024)                                 | Melhor posição |
| --------------------------------------------- | -------------- |
| Brasil (Brazil Streaming) (Pro-Música Brasil) | 45             |
| CEI (CIS Airplay) (TopHit)                    | 18             |
| Estônia (Estonia Airplay) (TopHit)            | 9              |
| Cazaquistão (Kazakhstan Airplay) (TopHit)     | 73             |
| Lituânia (Lithuania Airplay) (TopHit)         | 3              |
| Paraguai (SGP)                                | 9              |
| República Tchéquia (Singles Digitál Top 100)  | 30             |
| România (Romania Airplay) (TopHit)            | 69             |
| Rússia (Russia Airplay) (TopHit)              | 21             |

## Certificados
| Região | Certificação | Vendas     |
| --- | ------------ | ---------- |
| Canadá (Music Canada) | Ouro         | 40,000‡    |
| Nova Zelândia (RMNZ) | Ouro         | 15,000‡    |
| Polônia (ZPAV) | Ouro         | 25,000‡    |
| Reino Unido (BPI) | Prata        | 200,000‡   |
| Streaming |              |            |
| Grécia (IFPI Grecia) | Ouro         | 1,000,000† |
| ‡ Números de vendas e streaming baseados apenas em certificação. † Números de streaming baseados apenas em certificação. |              |            |

## Histórico de lançamento
| Região         | Data                   | Formato(s)             | Gravadora       | Ref.    |
| -------------- | ---------------------- | ---------------------- | --------------- | ------- |
| Estados Unidos | 23 de agosto de 2024   | Contemporary hit radio | Island Republic | [ 105 ] |
| Itália         | 4 de outubro de 2024   | Radio airplay          | Island          | [ 106 ] |
| Várias         | 13 de dezembro de 2024 | 7-inch single          | Island          | [ 107 ] |